# 白山白川郷ホワイトロード

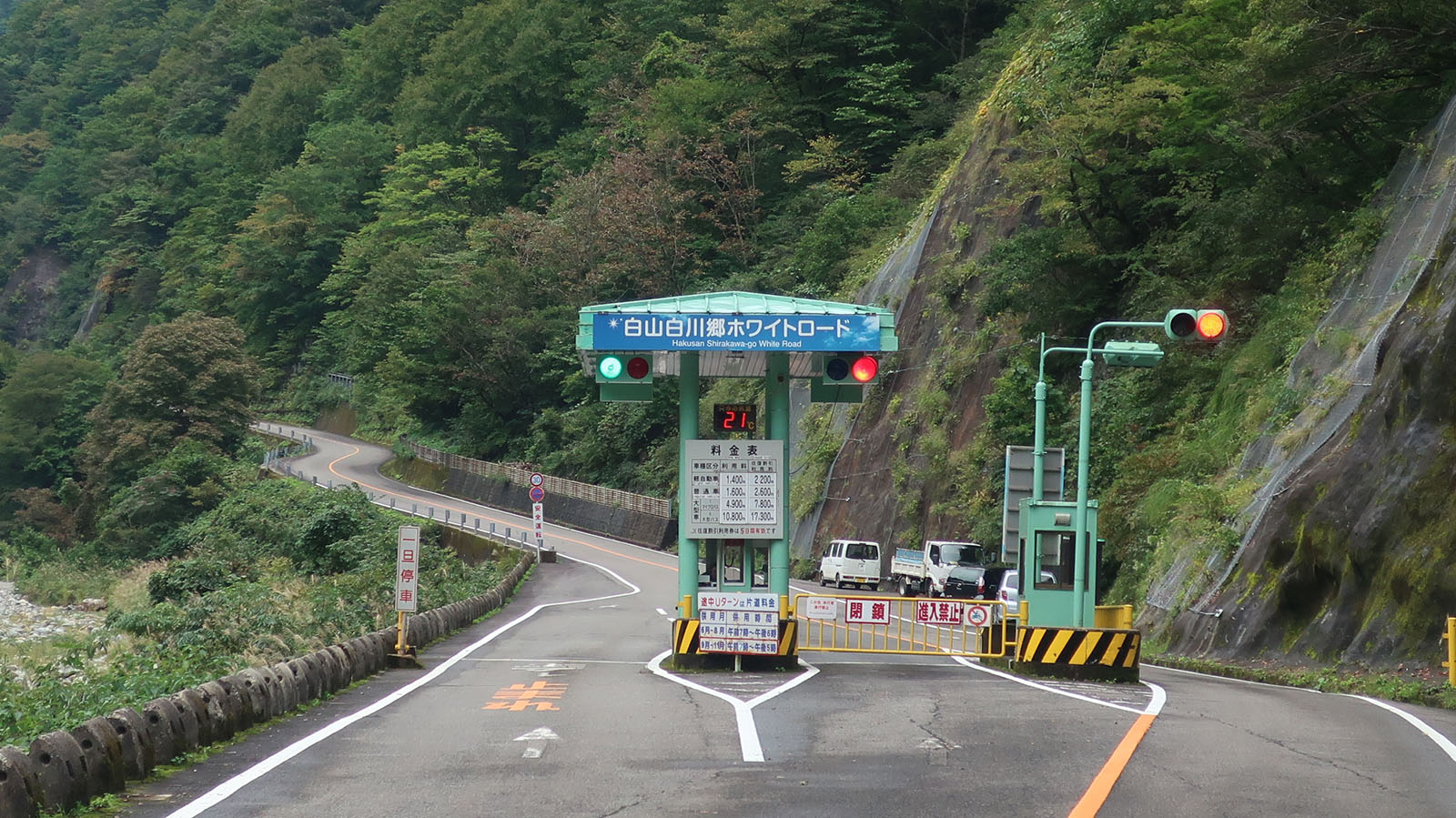
白山白川郷ホワイトロード
石川県側の中宮料金所（2019年9月）

白山白川郷ホワイトロード（はくさんしらかわごうホワイトロード）は、石川県白山市尾添と岐阜県大野郡白川村鳩谷を結ぶ、延長33.3キロメートルの有料道路。
旧名称は白山スーパー林道（はくさんスーパーりんどう）で、2015年4月1日に新たな愛称として名称が変更された。
二輪車は通行禁止である。

## 概要
1977年（昭和52年）開通。白山国立公園特別地域を通るルートであり石川県と岐阜県を直結する唯一の自動車道路である。林道延長33.3 km（石川県側18.6 km、岐阜県側14.7 km）。
霊峰・白山の北側を走り、ブナ原生林の樹海や高山植物などの景観に恵まれた山岳地帯を走る観光道路。標高600-1,450 mのあいだを、総延長約33 kmの道路で白山国立公園の中を走る。石川県側には落差86 mのふくべの大滝をはじめ、変化に富んだ7つの滝が沿道にある。蛇谷渓谷の深いV字谷の断崖絶壁に沿って走っており、県境の国見山や三方岩岳越えの区間は高度を稼ぐために、大きく回り込むようにつづら折れの道路となっている。岐阜県側は、世界文化遺産「白川郷・五箇山の合掌造り集落」で知られる白川郷がある。
2015年4月1日より愛称を「白山白川郷ホワイトロード」に変更した。正式には白山林道（はくさんりんどう）と呼ばれる。森林開発公団（当時）が特定森林地域開発林道事業により開設したスーパー林道の1つである。国道360号の不通区間を結ぶ形となっており、石川・岐阜県境唯一の車道である。また、石川県内では県（石川県農林業公社）が管理する唯一の有料道路でもある。三方岩トンネルの岐阜県側の駐車場から三方岩岳への登山道が整備されている。旧愛称は「白山スーパー林道」であったが、「林道」が未舗装や運転が難しいことを連想させるとして、両県が新愛称を公募し、全国から集まった2183件の中から選ばれた。

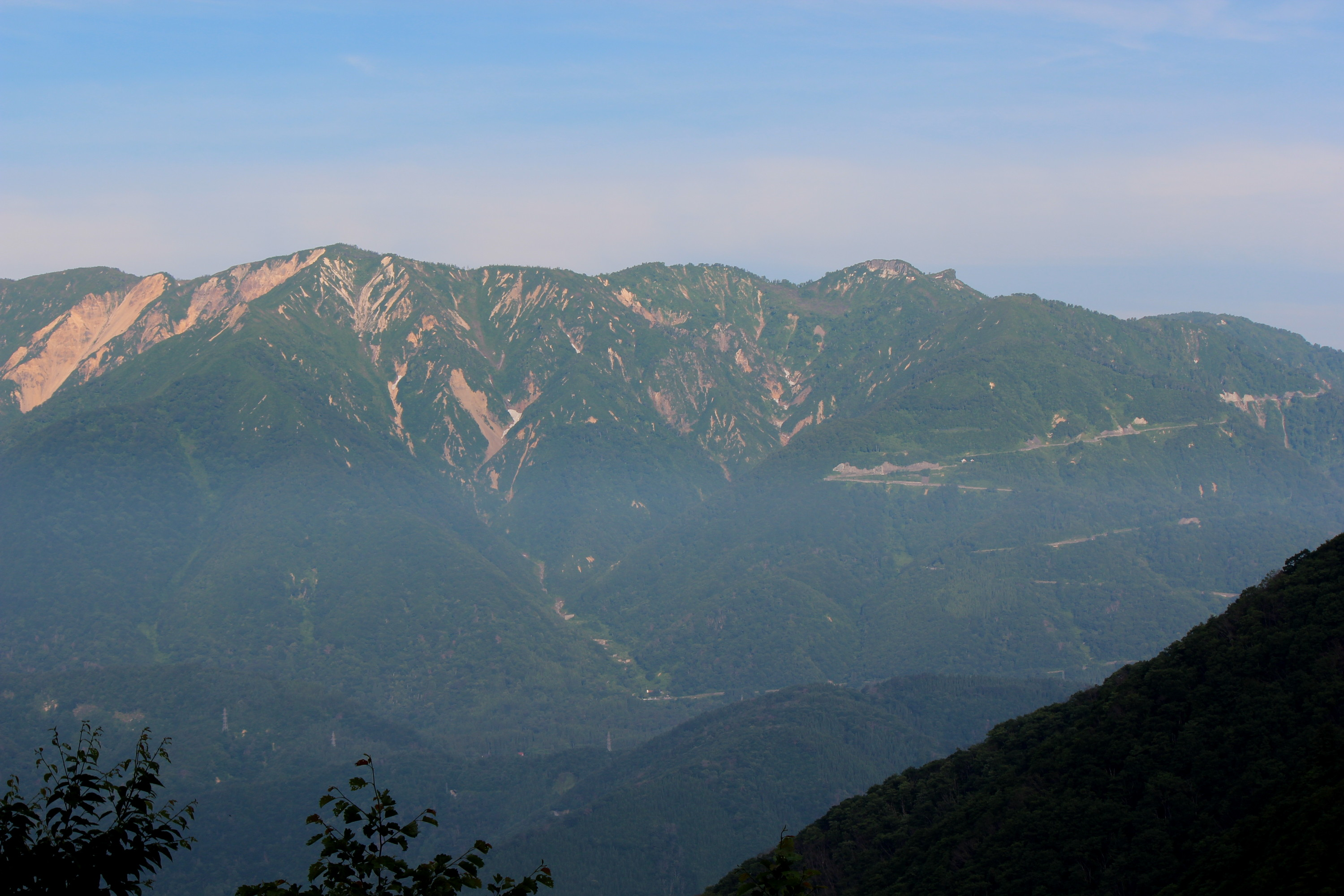
三方岩岳の北側を通る
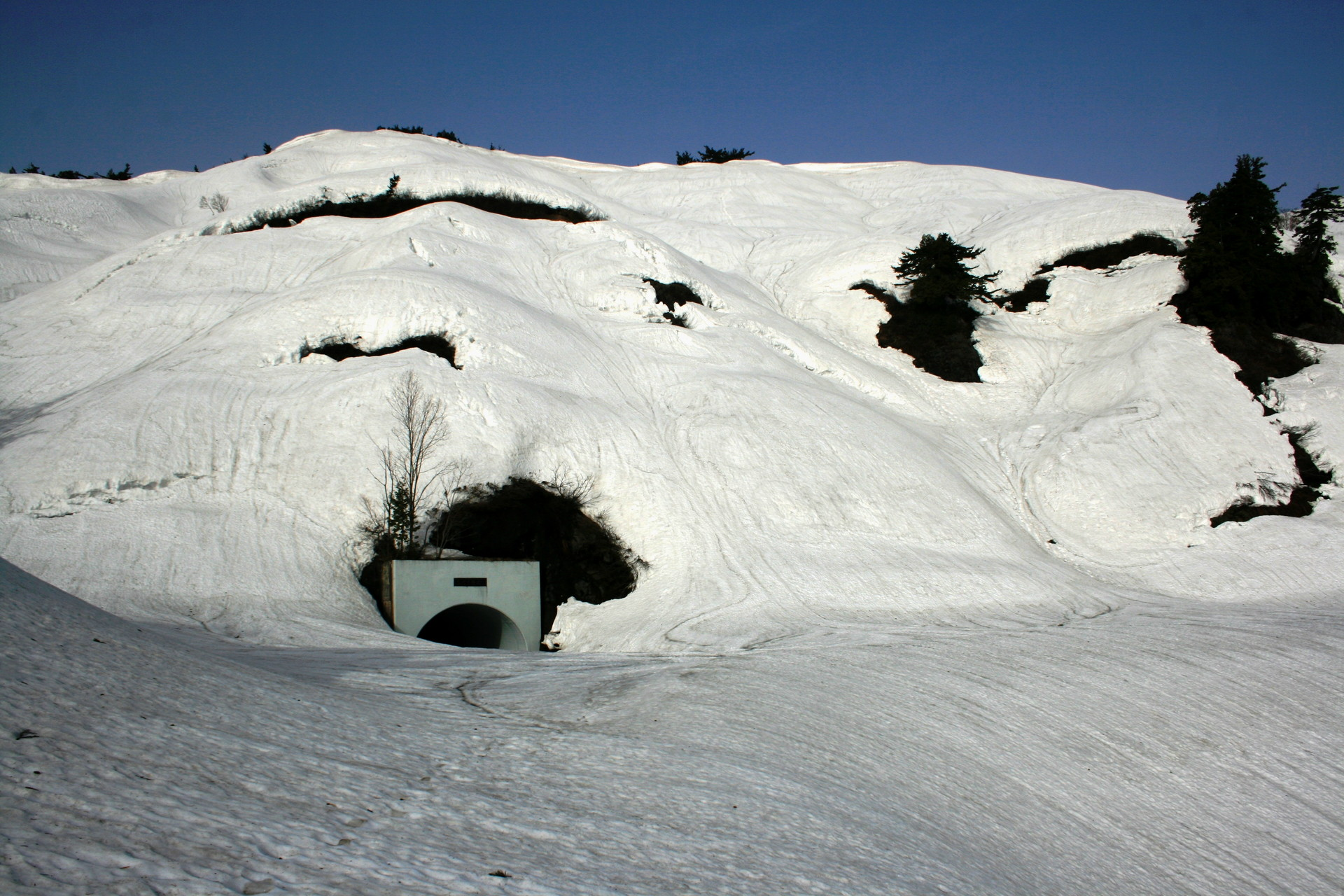
岐阜県と石川県境にある最高所の三方岩トンネル
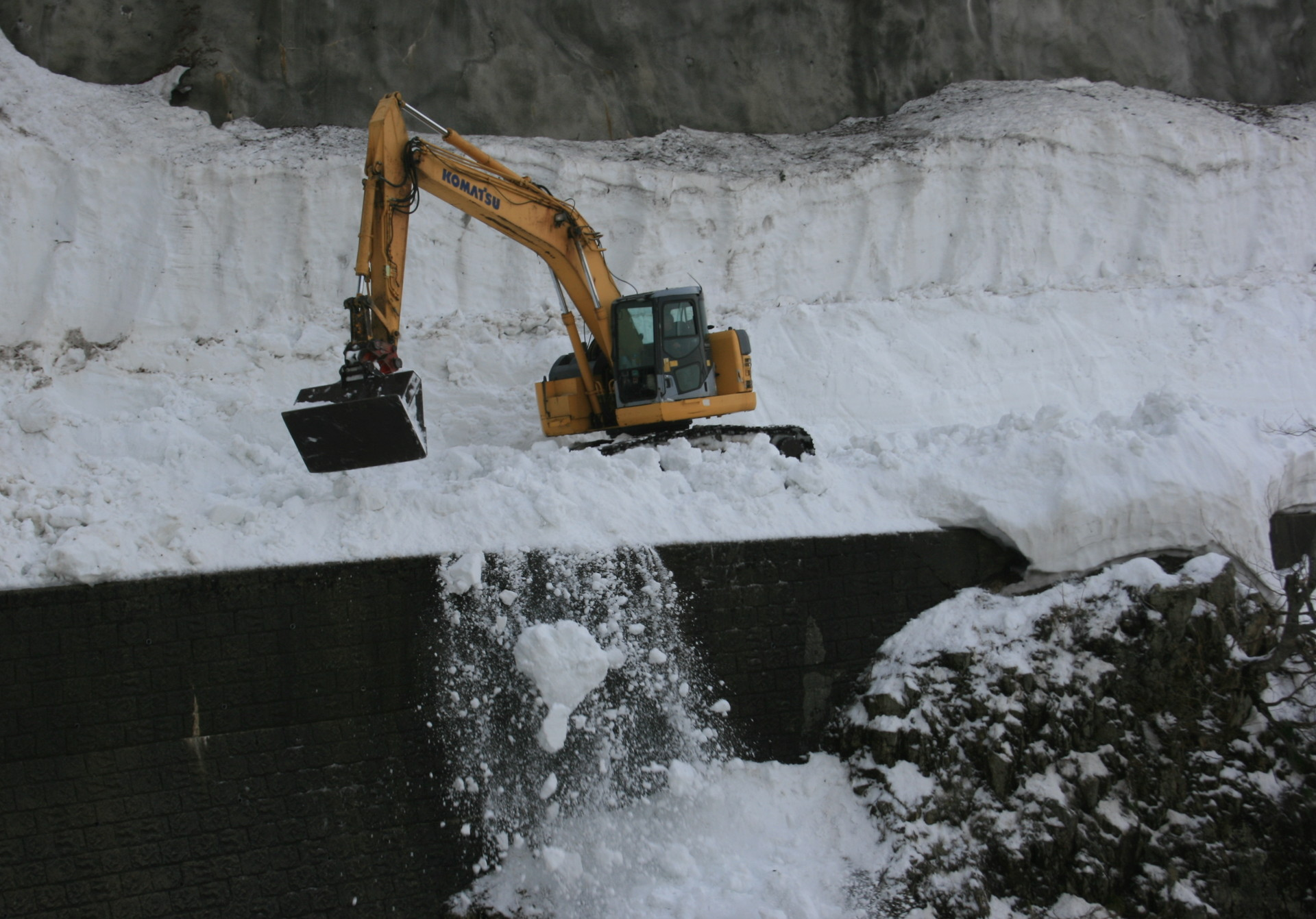
春先から除雪作業が行われる
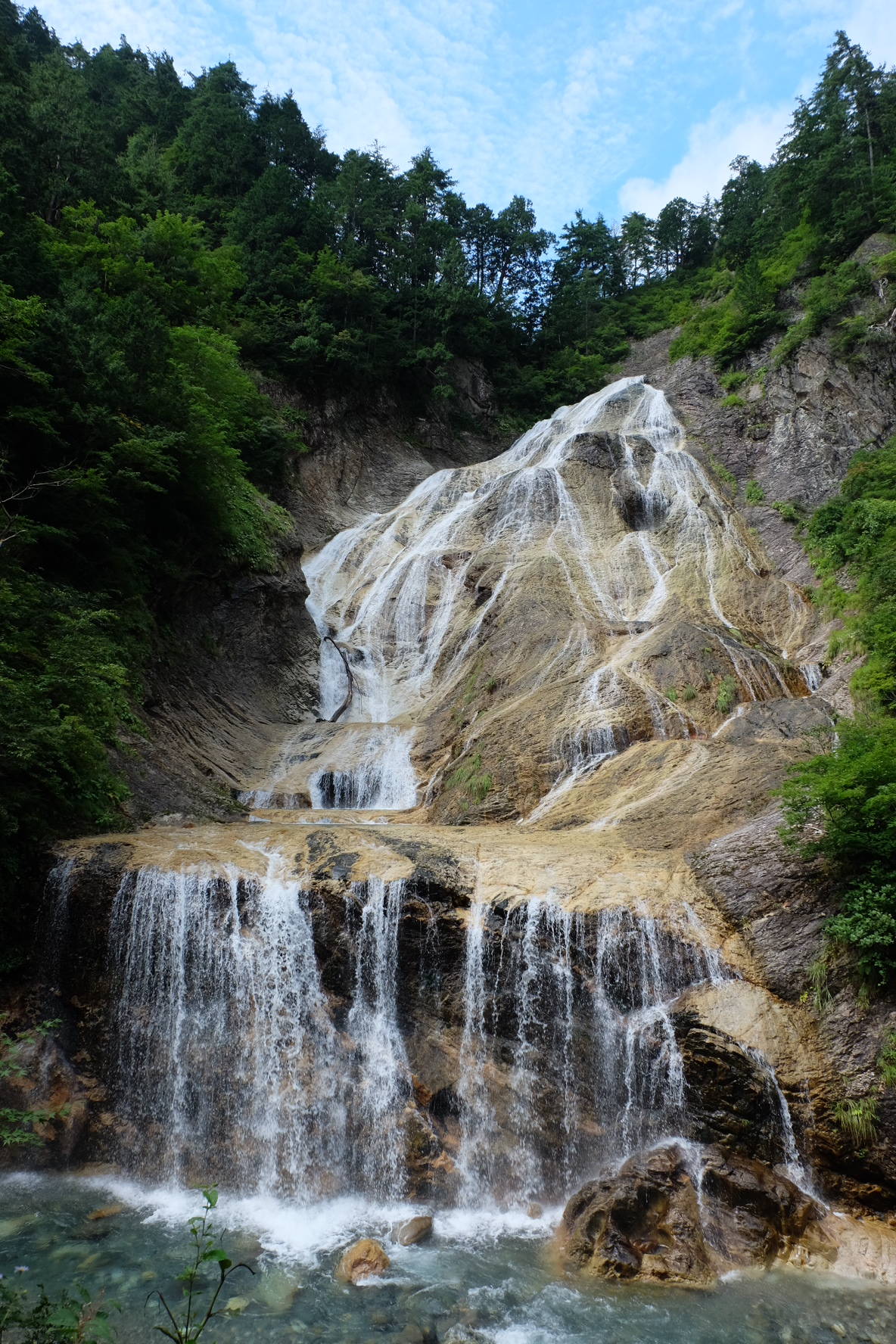
姥ヶ滝 落差76 m・標高770 m
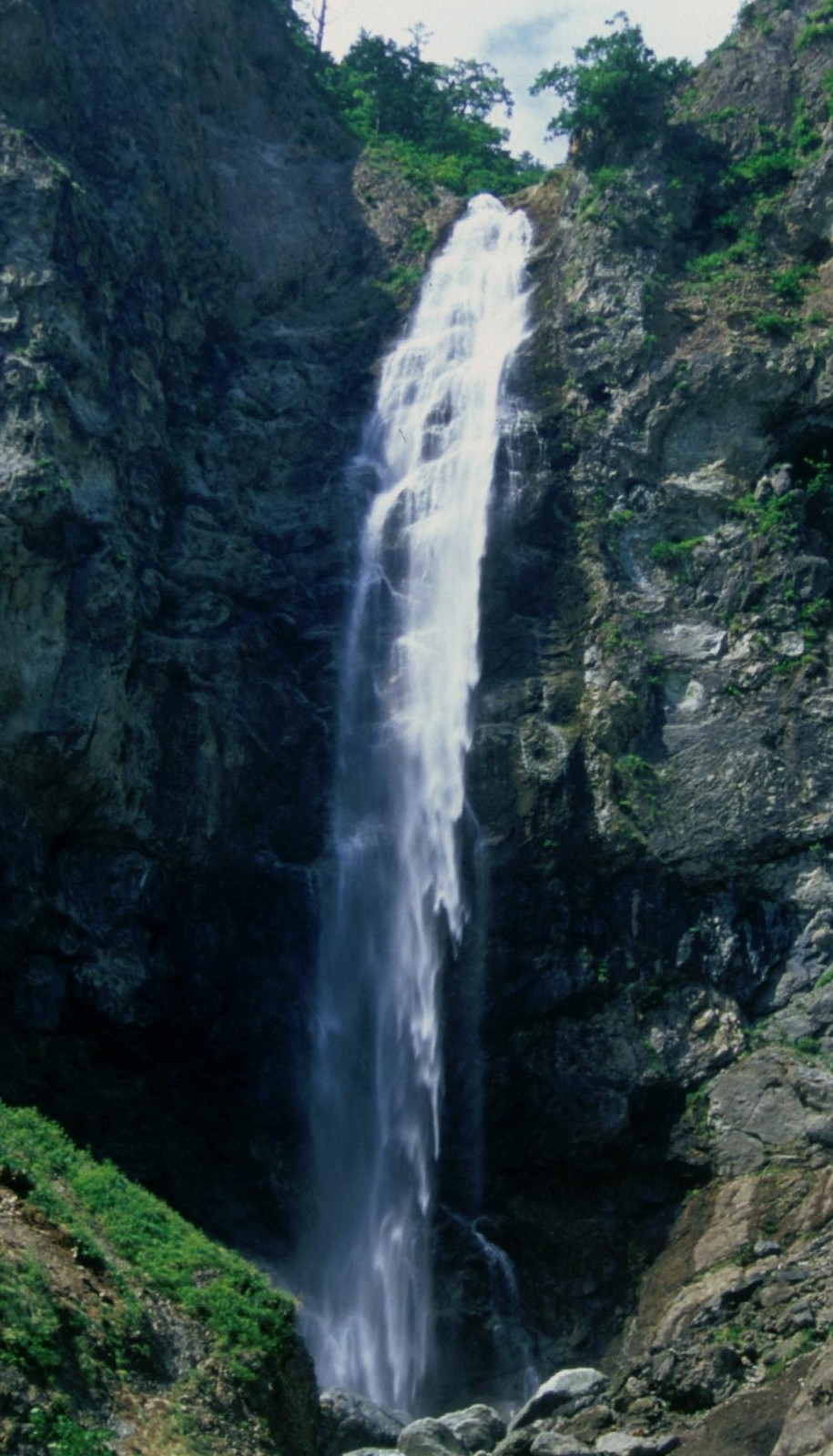
ふくべの大滝 落差86 m・標高900 m
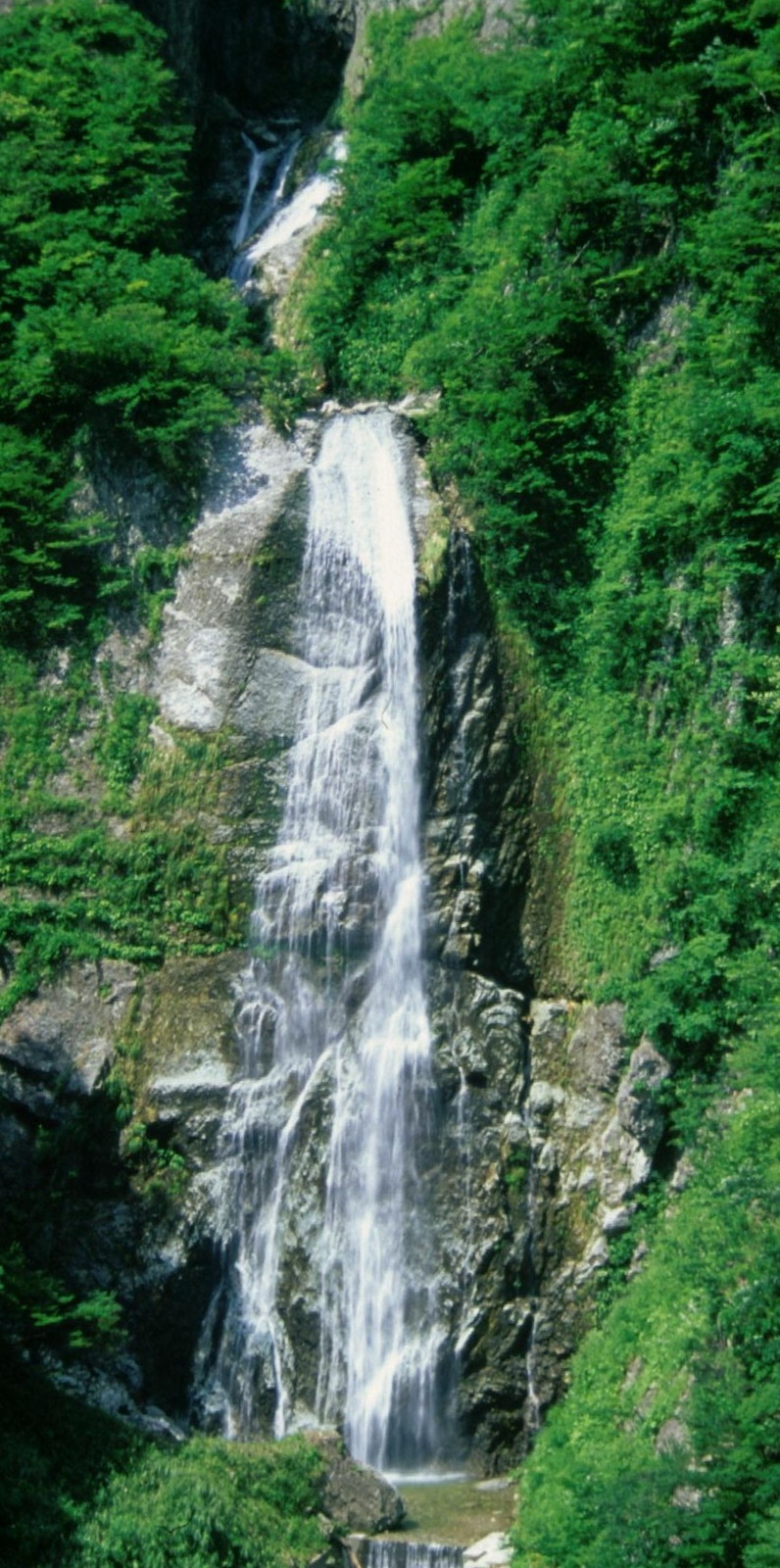
しりたかの滝 標高690 m

## 歴史
- 1967年（昭和42年）11月：着工[1]。
- 1977年（昭和52年）
  - 8月25日：「白山スーパー林道」として開通[13]。
  - 8月26日：一般供用開始[1][14]。
- 2010年（平成22年）7月：開通以来の通行車両が300万台を突破[15]。
- 2015年（平成27年）4月：「白山白川郷ホワイトロード」に愛称を変更。同年6月25日に全線開通[16]。
- 2019年（令和元年）：2018年（平成30年）12月に石川県側で発生した土砂崩れにより岐阜県側が6月7日[17]、石川県側が7月19日[18][19]に開通。
- 2020年（令和2年）：2019年の土砂崩れが発生した隣接地で土砂崩れが発生（同年2月24日に発見）[14][20]、岐阜県側は同年6月27日に開通したが、石川県側が通年にわたり通行止めとなった[21][22][23]。

### 2018年の土砂崩れ
2018年12月の冬季閉鎖中に、石川県側の起点1.6 kmの地点で法面が高さ・幅ともに約40 mにわたり崩落した。これにより無料区間が開通する予定が、通常冬季閉鎖が解除される4月から遅れることになった（当初は5月開通を予定していた）。石川県側は、法面が崩落した地点を含む3 kmが通行止となり、通行止区間を残して岐阜県側を2019年6月7日に先行開通。石川県側も7月19日に法面が崩落した地点を含む約130 mを片側交互通行として開通となった。片側交互通行区間では、2021年まで復旧工事が実施されるほか、時間雨量規制が25 mmのところを当初の通行止区間では10 mmに引き下げた。

### 2020年の土砂崩れ
2020年2月25日、石川県は同年2月24日に2018年の崩落現場に隣接する場所で土砂崩れがあったことを公表した。石川県の計画では、2021年5月をめどに崩落現場を含む起点から尾添料金所までの無料区間を片側交互通行で開通、翌月に有料区間を開通するものである。それまでは復旧工事が行われる予定であるが、これに伴い、石川・岐阜両県の往来が開通後初めて通年にわたりできなくなった。また、無料区間を通行しなければ行くことができない中宮温泉も営業できなくなった。なお、岐阜県側は同年6月27日に開通した。

## 路線状況
白山白川郷ホワイトロードは、白山国立公園を通過するため、夜間は通行止めとなっている。また豪雪地帯であることから、11月10日から翌年6月上旬頃まで冬期閉鎖となる。
供用期間
- 6月 - 8月（7:00 - 18:00）閉門 19:00
- 9月 - 11月（8:00 - 17:00）閉門 18:00

自動二輪・原動機付自転車（広義にはミニカーを含む）・軽車両の通行は禁止されている。これは、道路は全面舗装であるものの急カーブや急傾斜が多く、二輪車の通行は危険であると公安委員会が決定したためである。歩行者も通行禁止であるが、有料区間内で行われるウォーキングイベント開催時には、一部区間が歩行者天国となり、歩行者に限り開放される（このイベント時における石川県と岐阜県の通り抜けは不可能）。また、2013年から「白山白川郷100kmウルトラマラソン」が白山白川郷ホワイトロードの全区間を利用して開催されている。このマラソン開催日は全日にわたって通行止となる（マラソン公式サイトも参照）。

### 通行料金

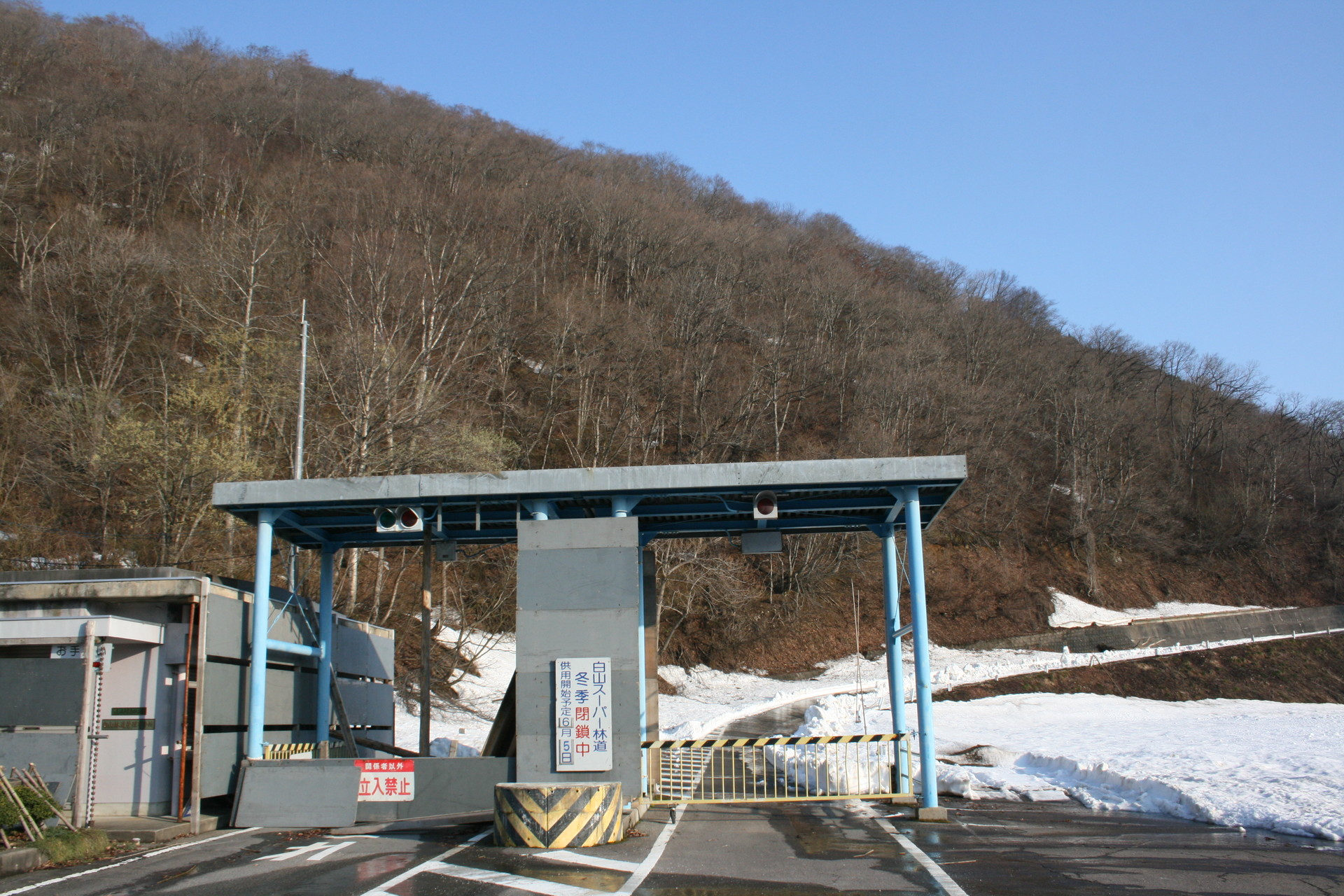
白山白川郷ホワイトロード
岐阜県側の馬狩料金所

2014年までは普通車の通行料金が3,240円であり、かつては「日本一高い有料道路」と言われたこともあったが、2015年（平成27年）より大幅な値下げが行われていて約半額に引き下げられている。ETCやクレジットカードでは精算できない（かつて道路関係四公団が発行していたハイウェイカードも利用できなかった）。この値下げにより、2015年度の通行量は前年度と比較して約2万2千台増加した。また、かつて石川県道路公社が管理・運営していた各道路共通で利用できたプリペイドカード「石川のみちカード」も利用できなかった。料金所は岐阜県側の馬狩と石川県側の中宮にある。
2020年4月1日以降の料金は以下の通り。 
- 軽自動車：片道 1,400円 往復 2,200円
- 普通自動車：片道 1,700円 往復 2,600円
- マイクロバス：片道 5,000円 往復 7,900円
- 大型バス：片道 11,000円 往復 17,600円

有料区間内ではUターンすることもでき、この場合は片道料金となる。

### 通行規制
- 冬期通行止 11月10日（気象状況などにより毎年変動する可能性がある） - 6月上旬
- 以下の各規制値を超過した際は通行止となる[28]。
  - 時間雨量 25ミリメートル
  - 24時間雨量 70ミリメートル
  - 連続雨量 80ミリメートル
  - 濃霧視界 20メートル以下
  - 最大風速 15メートル毎秒
  - 積雪・凍結時

### 蓮如茶屋
岐阜県白川村飯島には岐阜県森林公社が管理する白山白川郷ホワイトロード上で唯一の店「蓮如茶屋」がある（ホワイトロード開通期間のみ営業）。
「蓮如茶屋」は1980年代に建設され、白川村の大郷産業振興組合が管理していたが、新型コロナウイルスの感染拡大や従業員の高齢化のために2020年夏に営業を休止。2022年4月に岐阜県森林公社に譲渡され、休憩所や資料館も整備した多目的施設として2022年8月にリニューアルオープンした。